# Guaibasauridae
Guaibasauridae — родина базальних завроподоморфних динозаврів, відомих за викопними рештками пізньотріасових утворень Бразилії, Аргентини та Індії.

## Класифікація
Точний склад і класифікація Guaibasauridae залишається невизначеною. Родину спочатку було введено Хосе Бонапарте і його колегами в 1999 р. Вона містила один рід і один вид — Guaibasaurus candelariensis, і була спочатку зарахована до групи тероподів.
Після другого знайденого зразка Guaibasaurus він був описаний більш детально в 2007 р., що дало можливість порівняти його з іншими маловивченими представниками ранніх ящеротазових динозаврів, яких часто важко класифікувати, оскільки вони поєднують в собі характеристики двох основних груп ящеротазових — тероподів і завроподоморфів. Бонапарте і його колеги, у світлі інформації, отриманої від другого зразка, прийшли до висновку, що рід Saturnalia (який анатомічно дуже схожий на Guaibasaurus) може бути також віднесено до Guaibasauridae.
При подальших дослідженнях Бонапарте з колегами виявили, що Guaibasauridae більш притаманні риси, властиві тероподам, ніж раннім завроподоморфам (або «прозавроподам»). Через це, відповідно до досліджень Бонапарте, Guaibasauridae, швидше за все, є дуже ранньою базальною групою, що знаходиться на вершині філогенетичної схеми, що ведуть до завроподоморфів або до групи спільних предків завроподоморфів і тероподів. Крім того, автори інтерпретують це як доказ того, що загальний предок обох ліній ящеротазових динозаврів ближчій за типом до тераподів, ніж до прозавроподів.
За класифікацією M. D. Ezcurra (2010), родина охоплює підродину Saturnaliinae, що містить 2 роди — Chromogisaurus і Saturnalia.

### Таксономія
Таксономічна таблиця наводиться за Ezcurra (2010):
- ПІДРЯД: Sauropodomorpha
  - Родина: Guaibasauridae
    - Рід: Agnosphitys
    - Рід: Guaibasaurus
    - Рід: Panphagia
    - Підродина: Saturnaliinae
      - Рід: Chromogisaurus
      - Рід: Saturnalia